# Flugplatz Juist

i7
i11
i13
Der Flugplatz Juist (IATA-Code: JUI, ICAO-Code: EDWJ) ist ein Verkehrslandeplatz der Nordseeinsel Juist. Er wird überwiegend von Privatpiloten angeflogen, aber auch die Fluggesellschaft FLN Frisia Luftverkehr GmbH Norddeich flog Juist von Norddeich aus im Bedarfsflugverkehr mit festen Abflugzeiten bis zum 28. Februar 2025 an. Die Jugendbildungsstätte der Insel bietet als Besonderheit auch Segelfluglehrgänge auf der Insel an. Dies ist einzigartig auf den Ostfriesischen Inseln.
Der Juister Flugplatz liegt nach dem Flughafen Hannover auf Rang zwei bei den Flugbewegungen in Niedersachsen. Eine Ursache hierfür ist der gezeitenabhängige Fährverkehr. Die Überfahrt mit der Fähre dauert je nach Gezeitenstand und Windverhältnissen zwischen 75 und 140 Minuten und ist mit den Schiffen der Reederei Norden-Frisia mit Ausnahme der Sommermonate Juli bis September nur einmal pro Tag zur Insel oder zum Festland möglich. Von Juni 2010 bis 2012 bot die Air Hamburg einen täglichen Linienflug zum Verkehrsflughafen in Hamburg an.
Auf dem Flugplatz Juist finden regelmäßig so genannte „Pinch Hitter“-Lehrgänge statt, bei denen der Flugbetrieb unter Notfallbedingungen geübt wird. Jährlich werden rund 600 Teilnehmer ausgebildet. In der Saison sind daher bis zu 70 Fluglehrer auf dem Platz aktiv.

## Zwischenfälle
Am 21. August 2009 kollidierte ein Motorsegler vom Typ Scheibe SF 25 „Falke“ zirka 250 Meter vor der Schwelle der Graspiste 26 mit dem Boden. Der Fluglehrer hatte im Rahmen eines „Pinch Hitter“-Lehrgangs aus Demonstrationsgründen im Anflug die Motorleistung reduziert und die Störklappen der Maschine ausgefahren. Nach einem Höhenverlust konnte nicht mehr genug Leistung zur sicheren Landung erlangt werden. Bei dem Absturz wurde einer der beiden Insassen leicht verletzt.

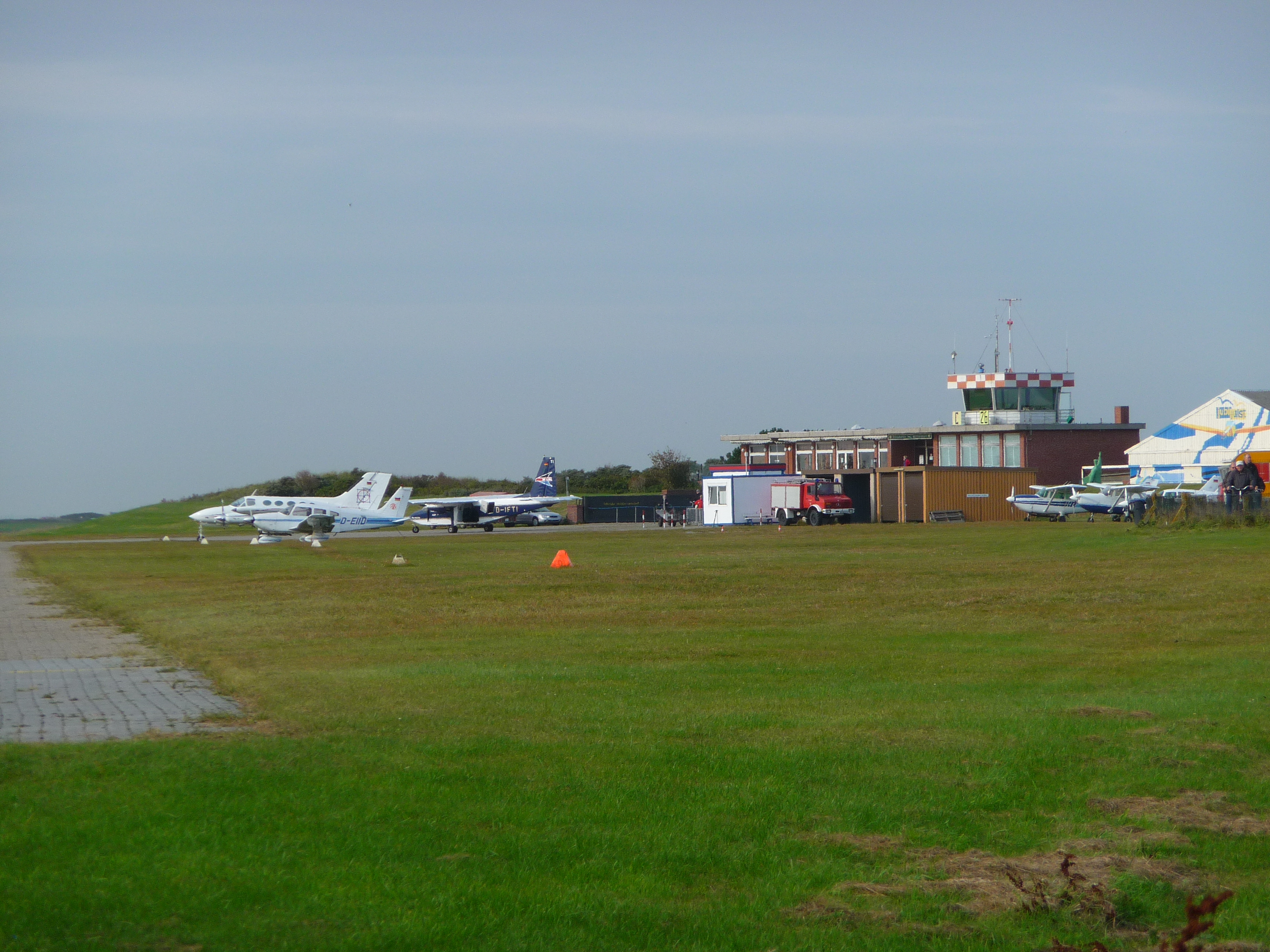
Flugplatz Juist
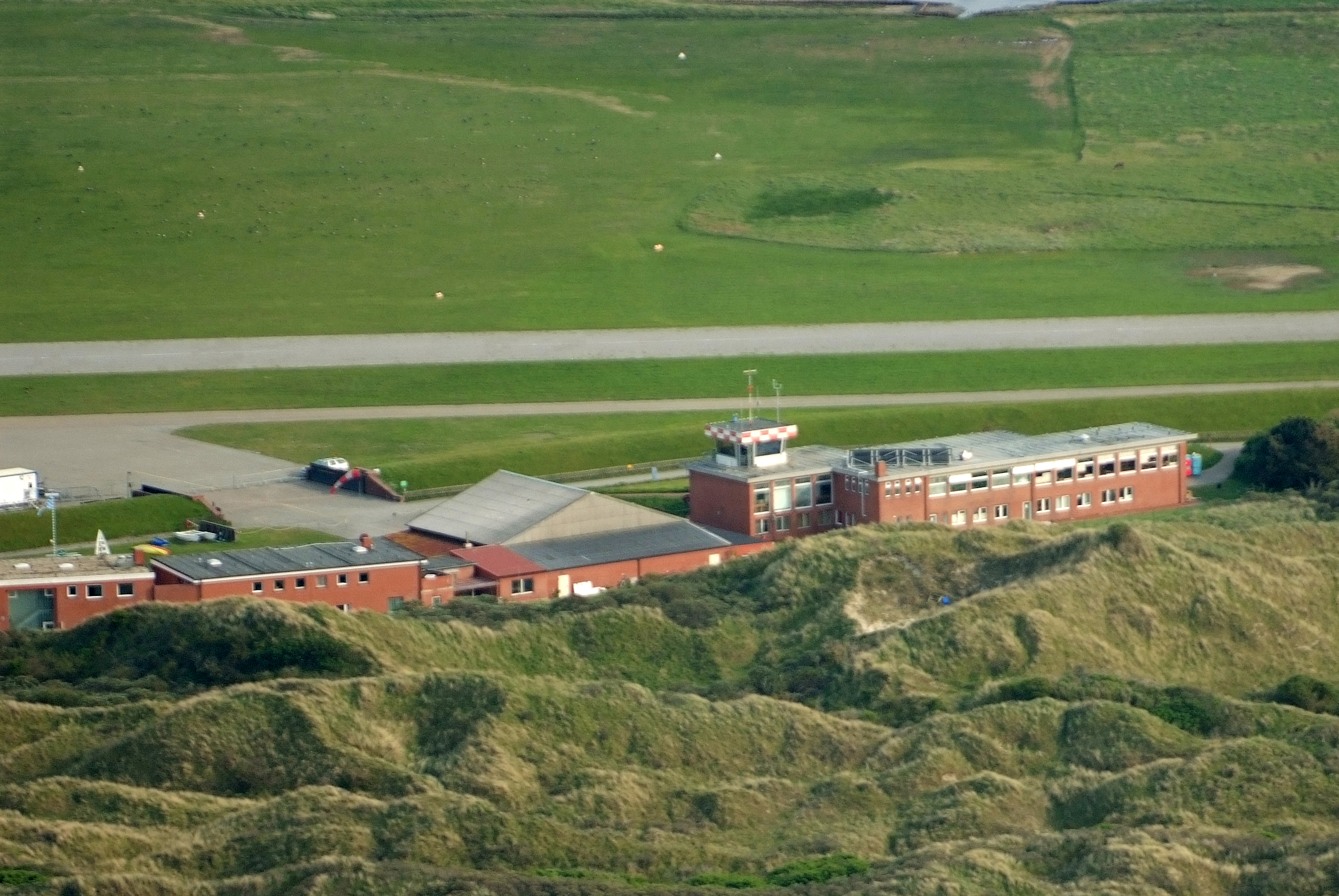
Tower
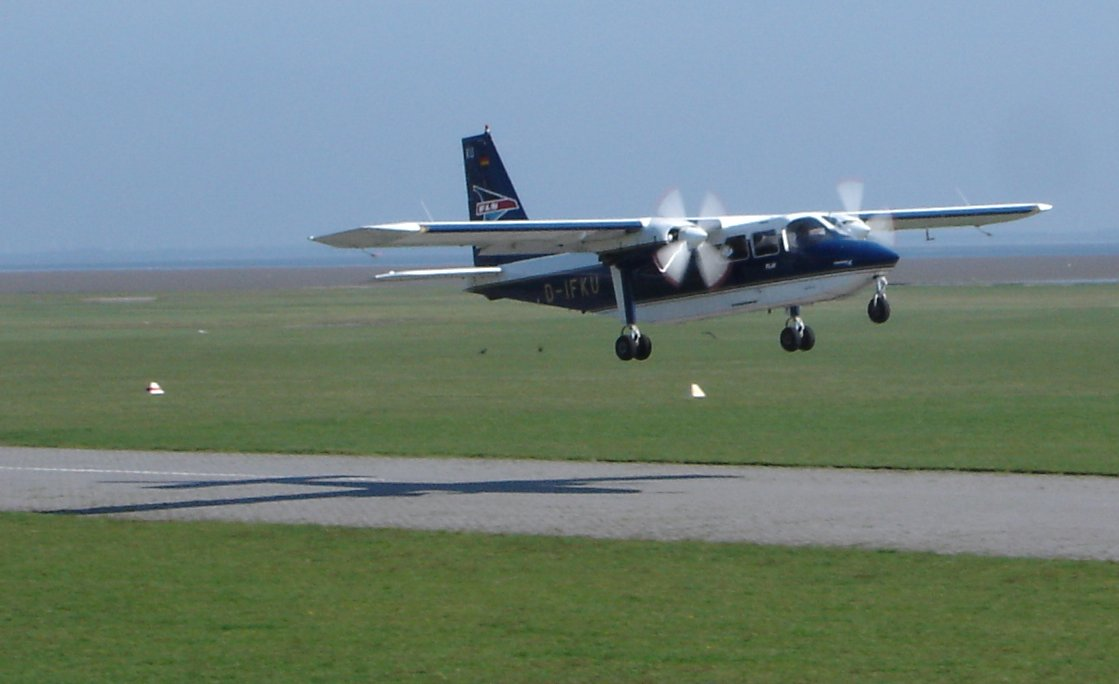
BN-2B der Frisia Luftverkehr Norddeich beim Starten auf Juist

## Persönlichkeiten
- Renate Kolde (1931–2012), die erste Flugleiterin Deutschlands, nach 34 Dienstjahren letztlich auch die dienstälteste, war von 1962 bis 1996 auf dem Flugplatz tätig. Bei Privat- und Berufspiloten war sie als „Stimme des Nordens“ bekannt.[3][4]

## Auszeichnung
1984 erhielt der Verkehrslandeplatz den „Prix Orange“ der AOPA-Germany als „freundlichster deutscher Flugplatz“, nach einer Pilotenumfrage zurückzuführen auf Renate Kolde und ihre Kollegen Walter Pilgrim und Erich Faller.